# Litra MZ
Litra MZ er betegnelsen for 61 dieselelektriske lokomotiver leveret til DSB i fire serier (I-IV) i perioden 1967-1978. Lokomotiverne, der litreredes MZ 1401-1461, produceredes af den svenske fabrik NOHAB ligesom forgængerne litra MY og MX

## MZ 1401 – Det stærkeste diesellokomotiv i Europa i 1967
MZ 1401 var det stærkeste diesellokomotiv i Europa ved leveringen den 9. juni 1967, og som blev indsat i ordinær drift den 10. juli 1967 samme år. Det var forsynet med en EMD 645E3 motor fra det amerikanske firma EMD, som var en del af General Motors-koncernen. Denne diesel-totaktsmotor er en V16 med en cylinder-boring på 23,09 cm og en slaglængde på 25,4 cm. Motorvolumen er på 167,55 liter og kan yde 3300 HK ved 900 omdrejninger i minuttet.
Fra MZ 1427 (leveret i 1972) og fremefter blev MZ'erne udstyret med en EMD 645E3 med 20 cylindre og en ydelse på 3900 HK.
Jævnstrømstransmissionen er af fabrikat EMD, og MZ'en er Co'Co'-koblet, hvilket betyder, at den trækker på alle seks aksler (tre på hver bogie. Dette i modsætning til f.eks. litra MY der er A1A, A1A-koblet, hvilket betyder, at den kun trækker på forreste og bageste aksel i hver bogie.
MZ 1401 har en tjenestevægt på 116,5 ton, er 20,8 meter lang over pufferne og har en højest tilladt hastighed på 143 km i timen. I september 1978 satte MZ 1453 dansk hastighedsrekord med 191 km/t mellem Middelfart og Bred.
MZ 1401 var først malet i den vinrøde farve med de creme-farvede striber men designmaledes i 1972 i det rød-sorte design.

## MZ - teknisk udrustning og løbende opgraderinger
Lokomotivet var fra fabrikken udstyret med en oliefyret varmekedel til damp, der blev brugt til opvarmning af personvognene. Men da det blev et krav med elvarme, installeredes den 17. oktober 1985 en hjælpe-dieselmotor af fabrikat Mercedes-Benz. Denne trak en GEC generator, der kunne yde 440 kW, hvilket svarede til højst ni vogne.
Som følge af den hårde vinter 1978-79, der startede med den store snestorm i forbindelse med årsskiftet 1978/79 og frem til slutningen af februar 1979, blev mange MZ lokomotiver ramt af tekniske havarier. Værst var havarierne på den senest leveret MZ serie 4, der skyldtes at fygesne ødelagte elvarmegeneratorerne. Et andet problem var, at MZ lokomotiverne var leveret med et lodret underophængt skørt under førerrummene, hvilket fik lokomotiverne til at køre fast i snedriverne; særligt slemt var det i Sydsjælland, på Lolland-Falster og i Sønderjylland. DSB valgte efterfølgende at påmontere underophængte sneplove, strækningsradio, færdigmeldingssignal og slutsignaler efterhånden som lokomotiverne i de fire serier indgik til serviceeftersyn. De første MZ lokomotiver med underophængte sneplove monteret var MZ 1424 (serie 2), MZ 1445 (serie 3) og MZ 1455 (serie 4) i 1980. For MZ 1445 og MZ 1455s vedkommende skete det i forbindelse med genopbygningen af lokomotiverne, efter at de var kørt ud i færgeleje 3 i Korsør den 21.november 1979.
Den 12. februar 1993 installeredes ATC – Automatic Train Control – i MZ 1401.
Førerrummet i MZ'en er bygget som en kasse, der er sænket ned i rammen på MZ'en, og som ikke har metallisk kontakt med resten af lokomotivet. Dette giver en forbedret isolering mod kulde, vibrationer og lyd.

## MZ i dag
MZ 1401 er i 2006 blevet renoveret og nylakeret i designfarven rød/sort. Lokomotivet tilhører i dag Jernbanemuseet i Odense. I september 2020 udløb MZ 1401 af revision, og der kræves en omfattende istandsættelse, inden lokomotivet igen kan komme i drift. Andre af MZ'erne anvendes i dag som godstogslokomotiver. DB Cargo er de eneste der i Danmark anvender MZ, og har seks maskiner af fjerde serie i drift. Disse maskiner undergår i øjeblikket en omfattende levetidsforlængelse hos svenske TÅGAB i Kristinehamn. DSB MZ 1425 blev benyttet til at trække IC4 til bl.a. teststrækningerne på Falster og i Sønderjylland. I 2015 blev MZ 1425 solgt til Svensk Tågkraft, sidenhen har den været i drift i Danmark som godsmaskine.
16 af de gamle DSB MZ'er (fra tredje levering) blev i 2005 solgt til det australske Lachlan Valley Rail Freight, hvor de i et sølvfarvet design kører som godslokomotiver i New South Wales. De første blev udskibet fra Københavns Havn d. 14 februar 2006. Forud for leveringen var 1437 blevet lakeret i det australske sølvfarvet design, hvorimod de resterende lokomotiver først fik deres nye design efter ankomst til Australien.
Af de resterende MZ III blev 1430 ophugget, MZ 1436 og 1442 endte hos hos jernbaneoperatøren Comsa i Spanien. MZ 1439 solgt til en privat, og blev sat i drift i 2009. Siden 2016 har maskinen været hensat.